# Gemeiner Flieder
Der Gemeine Flieder oder Gewöhnliche Flieder (Syringa vulgaris) ist eine Pflanzenart, die zur Familie der Ölbaumgewächse (Oleaceae) gehört. Veraltete Bezeichnungen für den Gemeinen  Flieder sind Syringe und Lilach.

## Beschreibung

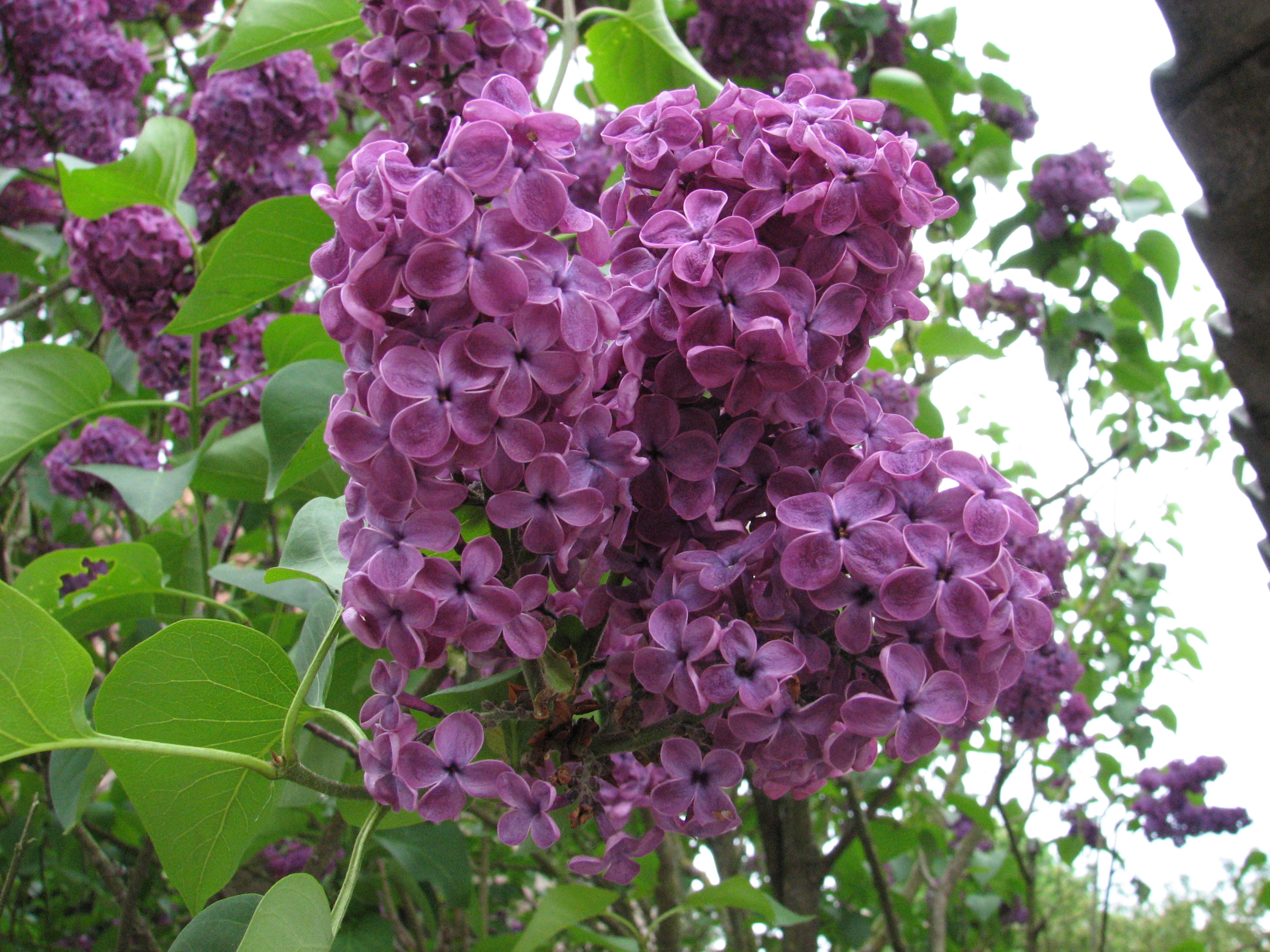
Nahansicht eines Gewöhnlichen Flieders im Neckartal

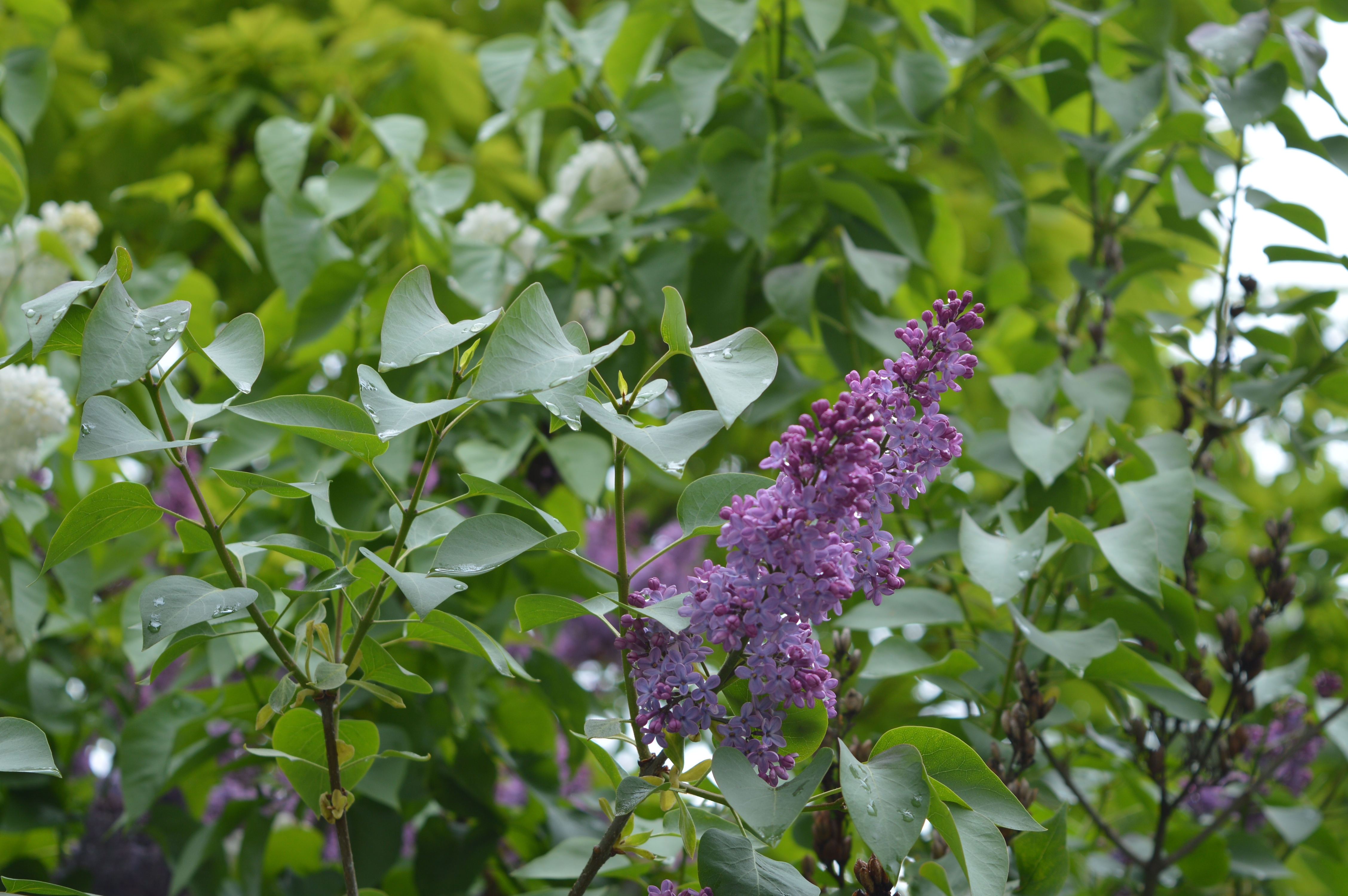
Gewöhnlicher Flieder (Syringa vulgaris)

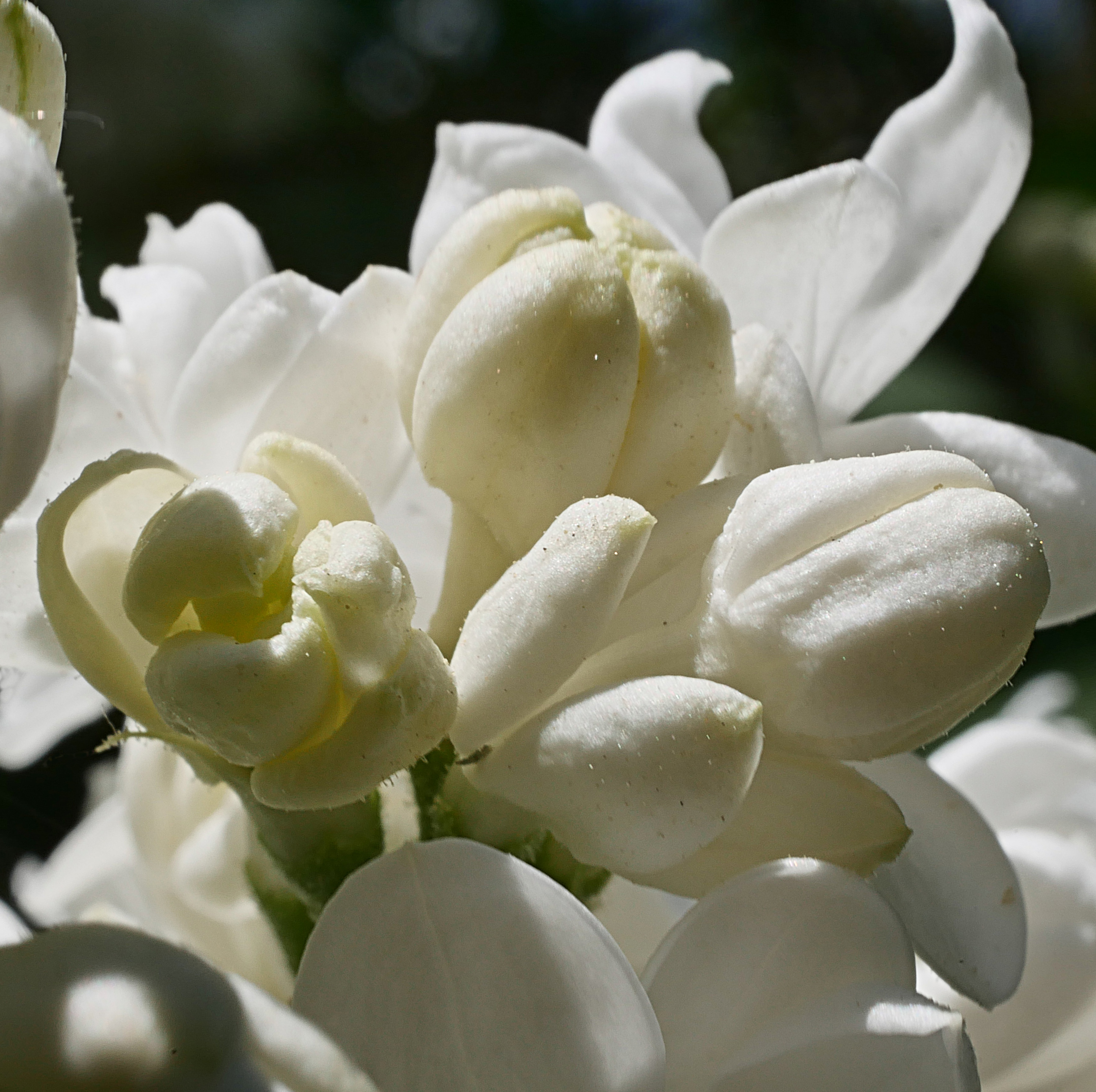
Knospen des weißen Flieders

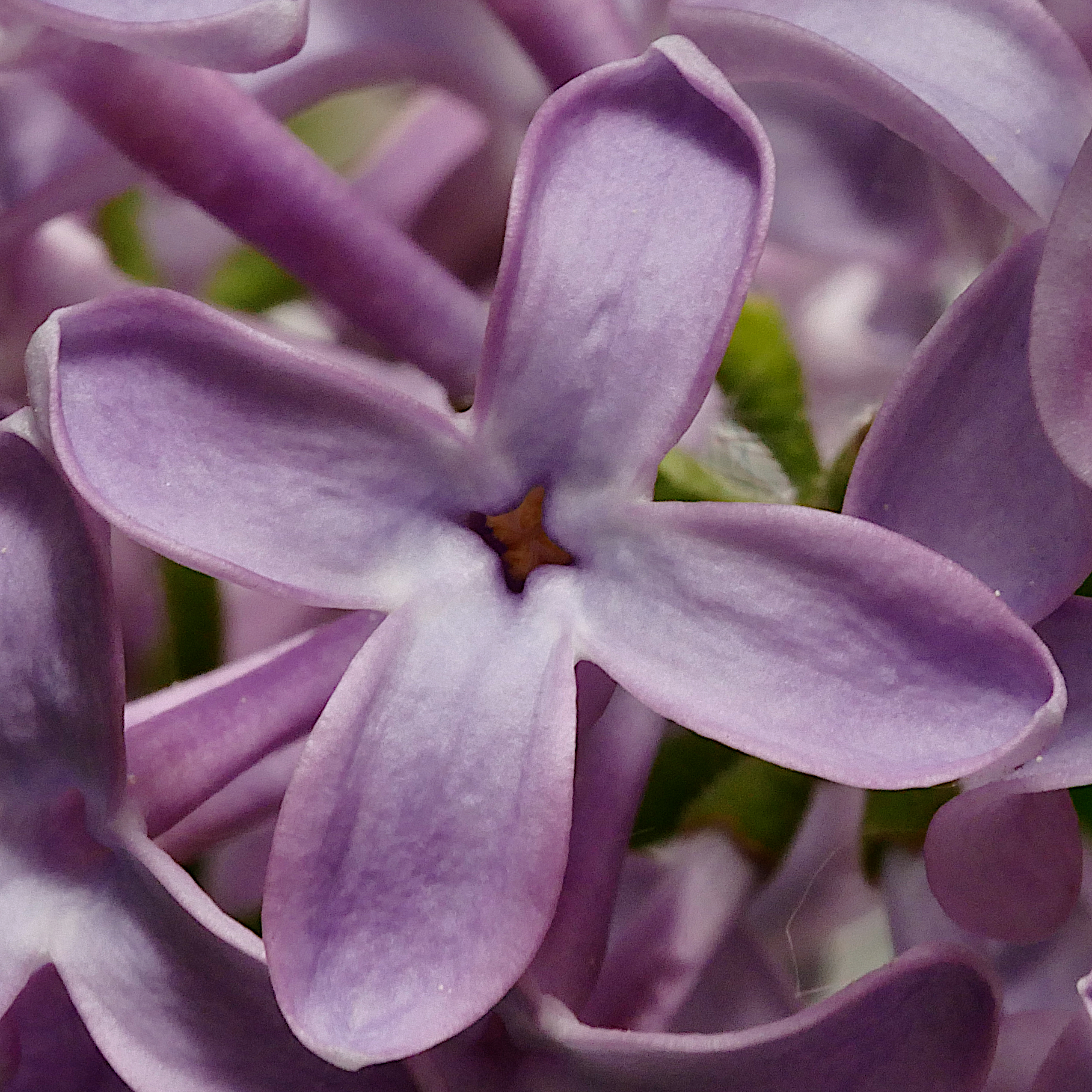
Einzelne Fliederblüte

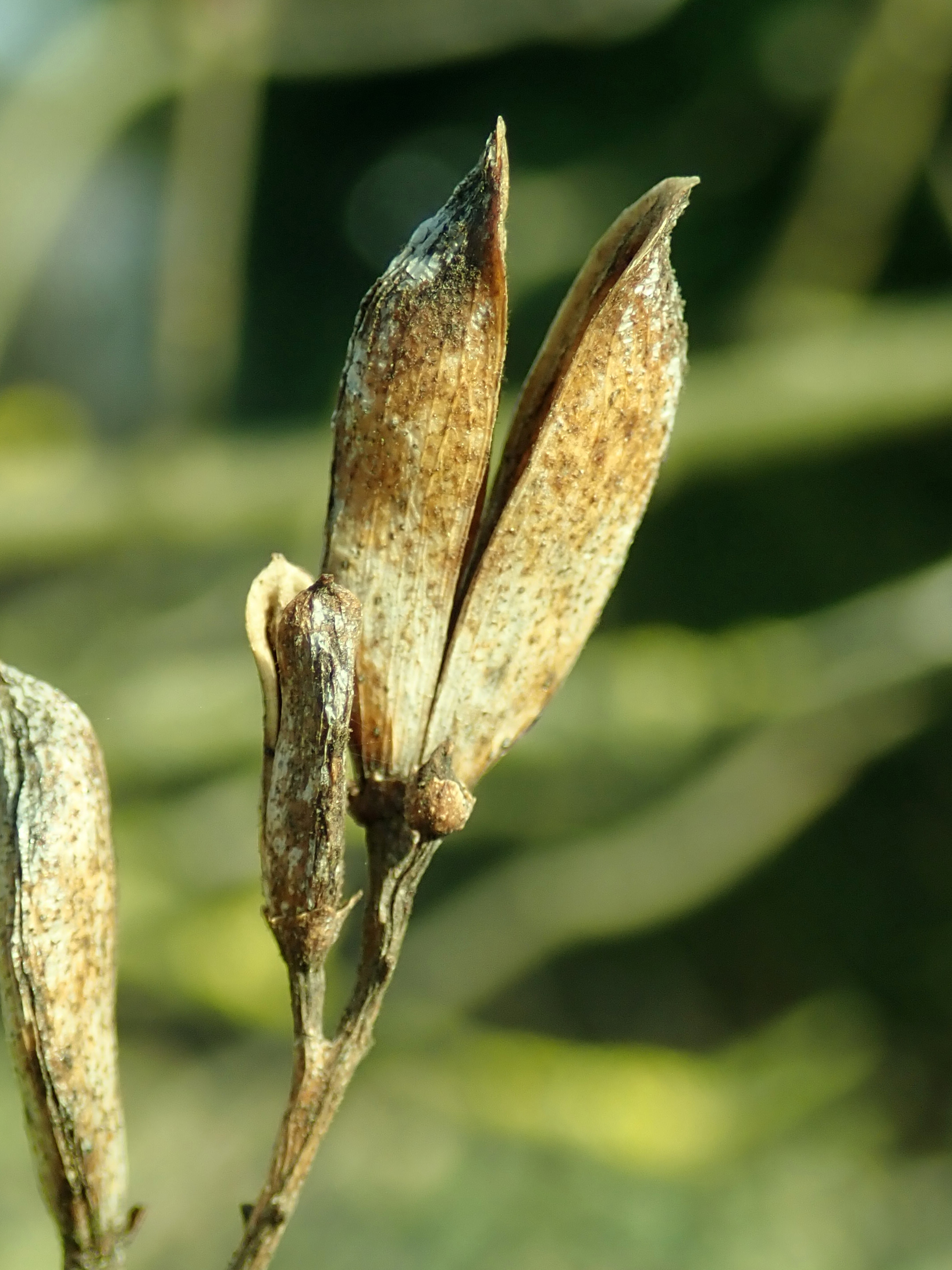
Kapselfrucht

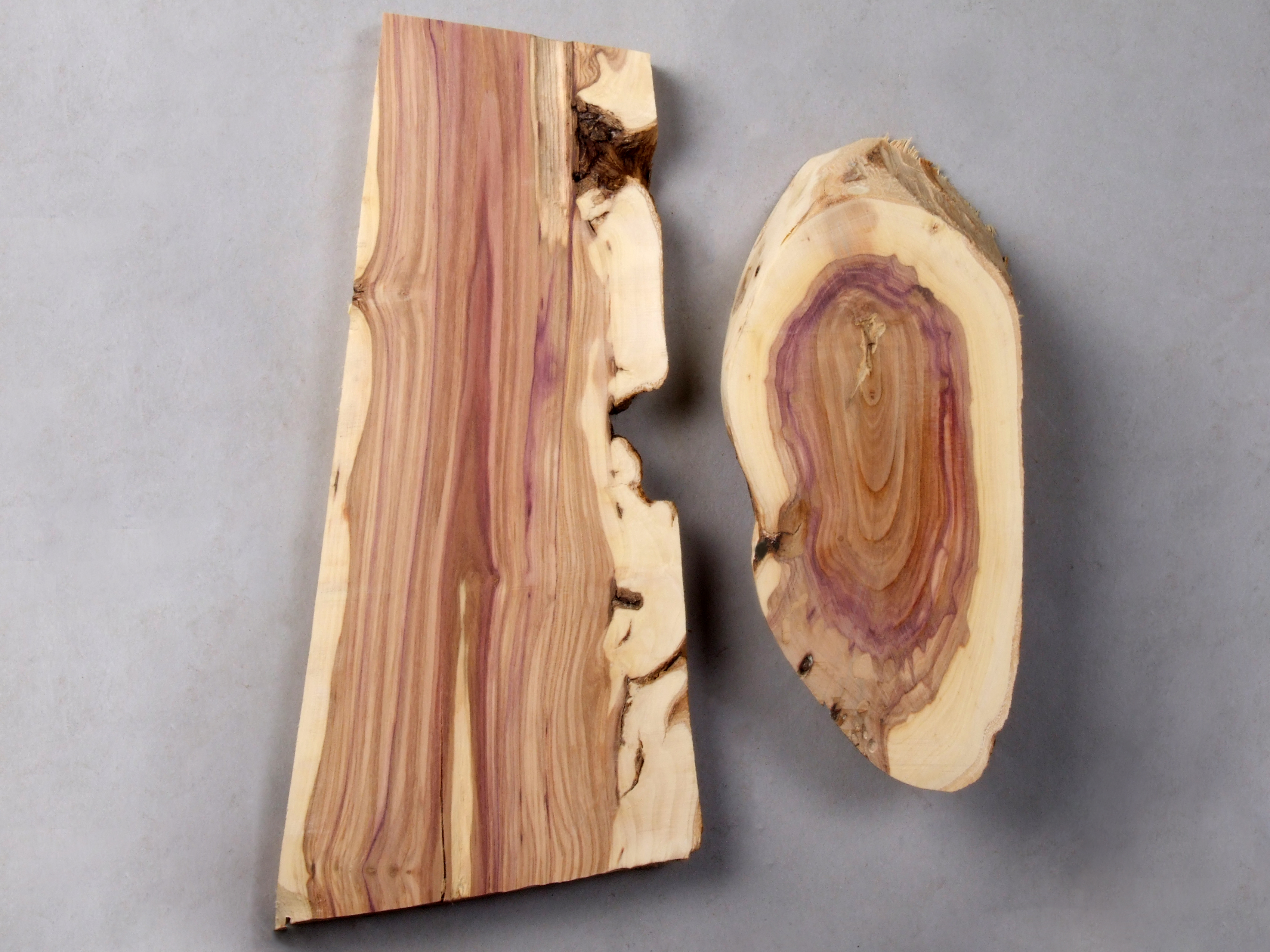
Holz

Die Pflanze wächst als sommergrüner Strauch oder kleiner Baum mit Wuchshöhen zwischen 2 und 6 Meter. Der Stammdurchmesser erreicht bis zu 20 Zentimeter. Die rundlichen Zweige haben eine graue oder braungrüne Rinde, die an den Ästen und am Stamm längsrissig ist.
Die gegenständig angeordneten Laubblätter werden zwischen 5 und 12 Zentimeter lang und sind 1 bis 3 Zentimeter gestielt. Die dreieckigen bis leicht herzförmigen und kahlen Blätter sind zugespitzt und ganzrandig.
Die stark riechenden, vierzähligen, zwittrigen und kurz gestielten Blüten mit doppelter Blütenhülle stehen in dichten, endständigen Rispen. Die Krone ist stieltellerförmig. Es sind nur 2 kurze, fast sitzende Staubblätter in der Kronröhre und ein oberständiger, zweikammeriger und kahler Fruchtknoten mit kurzem Griffel und zweilappiger Narbe vorhanden. Blütezeit ist von April bis Mai. Die typischen Blütenfarben sind Schattierungen von bläulichem und rötlichem Violett in vielen Abstufungen, von zarten Pastelltönen bis zu dunklen Nuancen, außerdem Weiß und Rosa. Nach den Blüten wurden die Farbnamen „Lila“ (aus dem Französischen) und „Flieder“ benannt; unter dem letzteren Begriff versteht man ein helles bis mittleres Violett. 
Als Früchte werden längliche, zweiklappige, bräunliche, holzige, spitze und viersamige Kapseln mit beständigem Kelch gebildet. Die abgeflachten Samen sind rundum kurz geflügelt und bis etwa 1 Zentimeter lang. Die Fruchtreife setzt ab September ein.
Die Chromosomenzahl beträgt 2n = 38, 44 oder 46.

## Verbreitung
Der Gemeine Flieder ist in Südosteuropa und Vorderasien verbreitet. Das ursprüngliche Verbreitungsgebiet reicht vom zentralen Albanien bis zum nördlichen Rumänien.
Die Art wird häufig in zahlreichen Gartensorten angepflanzt und ist vielfach an Felshängen oder Bahndämmen eingebürgert. Sie ist ein Neophyt in einigen Ländern Europas, Asiens und Nordamerikas. Als Standort werden lichte Wälder und Gebüsche bevorzugt. Nach Oberdorfer kommt die Art in Mitteleuropa in Gesellschaften des Verbands Berberidion vor. Sie steigt in Südtirol bis 1520 Meter Meereshöhe auf.
Die ökologischen Zeigerwerte nach Landolt et al. 2010 sind in der Schweiz: Feuchtezahl F = 3 (mäßig feucht), Lichtzahl L = 3 (halbschattig), Reaktionszahl R = 4 (neutral bis basisch), Temperaturzahl T = 4+ (warm-kollin), Nährstoffzahl N = 3 (mäßig nährstoffarm bis mäßig nährstoffreich), Kontinentalitätszahl K = 4 (subkontinental).
Das Bundesamt für Naturschutz schätzt den Gemeinen Flieder als invasive Art ein und hat ihn auf die Managementliste der Schwarzen Liste invasiver Arten gesetzt, da er einheimische Arten verdrängen kann.

## Sonstiges
Im Jahr 1560 wurde der Gemeine Flieder vom kaiserlichen Gesandten Ogier Ghislain de Busbecq aus Konstantinopel nach Wien gebracht. Er soll aber schon vorher etwa 902 von Arabern nach Spanien gebracht worden sein, ist aber nicht nach Mitteleuropa gekommen. Seit Ende des 16. Jahrhunderts ist er zuerst in Frankreich, später in Bauerngärten in Mitteleuropa zu finden. Aber erst ab Mitte des 19. Jahrhunderts, als die Züchtung von Syringa vulgaris-Hybriden eine Fülle von neuen Farben und Farbmischungen hervorbrachten, wurde er auch in Gärten beliebt.
Aus dem Gemeinen Flieder wurde 1841 das Syringin isoliert.
Zudem leiten sich namentlich wie auch strukturell davon folgende chemische Verbindungen ab: Syringol, Syringaalkohol, Syringaaldehyd, Syringasäure und Acetosyringon.
Das recht schwere und harte, seltene und schöne Holz kann z. B. zum Drechseln oder Schnitzen verwendet werden.